# Scaled Composites

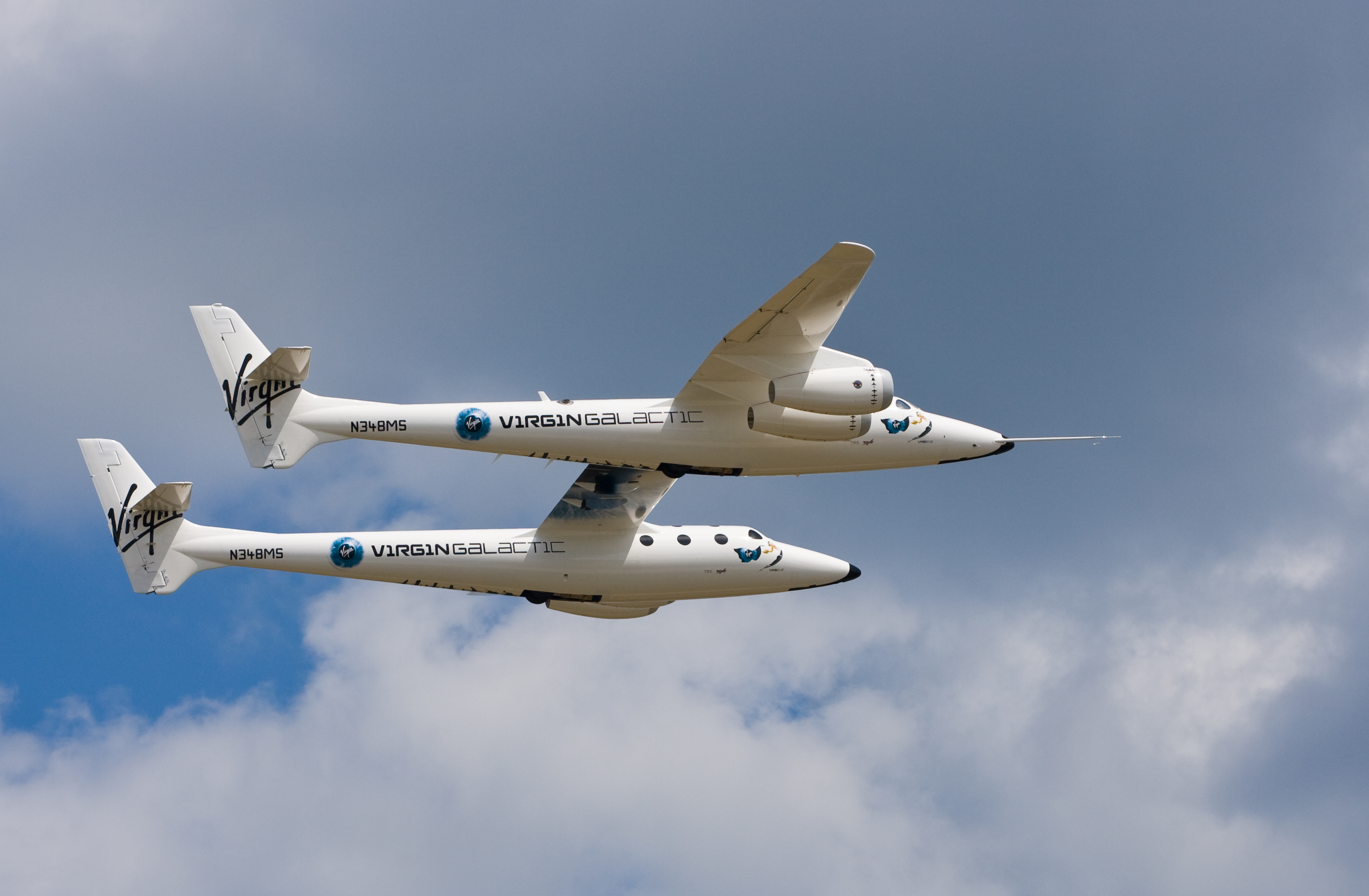
WhiteKnightTwo podczas lotu testowego

Scaled Composites – korporacja z USA założona w roku 1982 przez projektanta samolotów Burta Rutana. Zajmuje się ona budową eksperymentalnych pojazdów latających.
Jednym z najbardziej znanych wytworów Scaled Composites był samolot Voyager, który w roku 1986 obleciał Ziemię bez tankowania. Samolot pilotowali brat Burta Rutana, Dick Rutan oraz Jeana Yeager. Swój sukces Voyager zawdzięczał bardzo lekkiej konstrukcji wykonanej z kompozytów. 
Wraz z początkiem nowego milenium Scaled Composites podjęły nowe wyzwania. Nagroda Ansari X PRIZE stała się dla przedsiębiorstwa motywacją do zbudowania statku kosmicznego SpaceShipOne. W kwietniu 2003 roku ujawniono prace prowadzone nad tym pojazdem. Dnia 17 grudnia 2003 roku korporacja ogłosiła, że ich pojazd przekroczył barierę dźwięku. Tego samego dnia Paul Allen, jeden z założycieli Microsoftu potwierdził, że jest jednym z inwestorów kosmicznego projektu Scaled Composites. W dniach 29 września oraz 4 października 2004 roku SpaceShipOne odbył dwa pasażerskie loty w kosmos i w ten sposób zdobył nagrodę X PRIZE, którą wręczono 6 listopada 2004 roku.